# Uganda en los Juegos Paralímpicos de Örnsköldsvik 1976
Uganda estuvo representada en los Juegos Paralímpicos de Örnsköldsvik 1976 por un deportista masculino. El equipo paralímpico ugandés no obtuvo ninguna medalla en estos Juegos.